# Flygplatsterminal

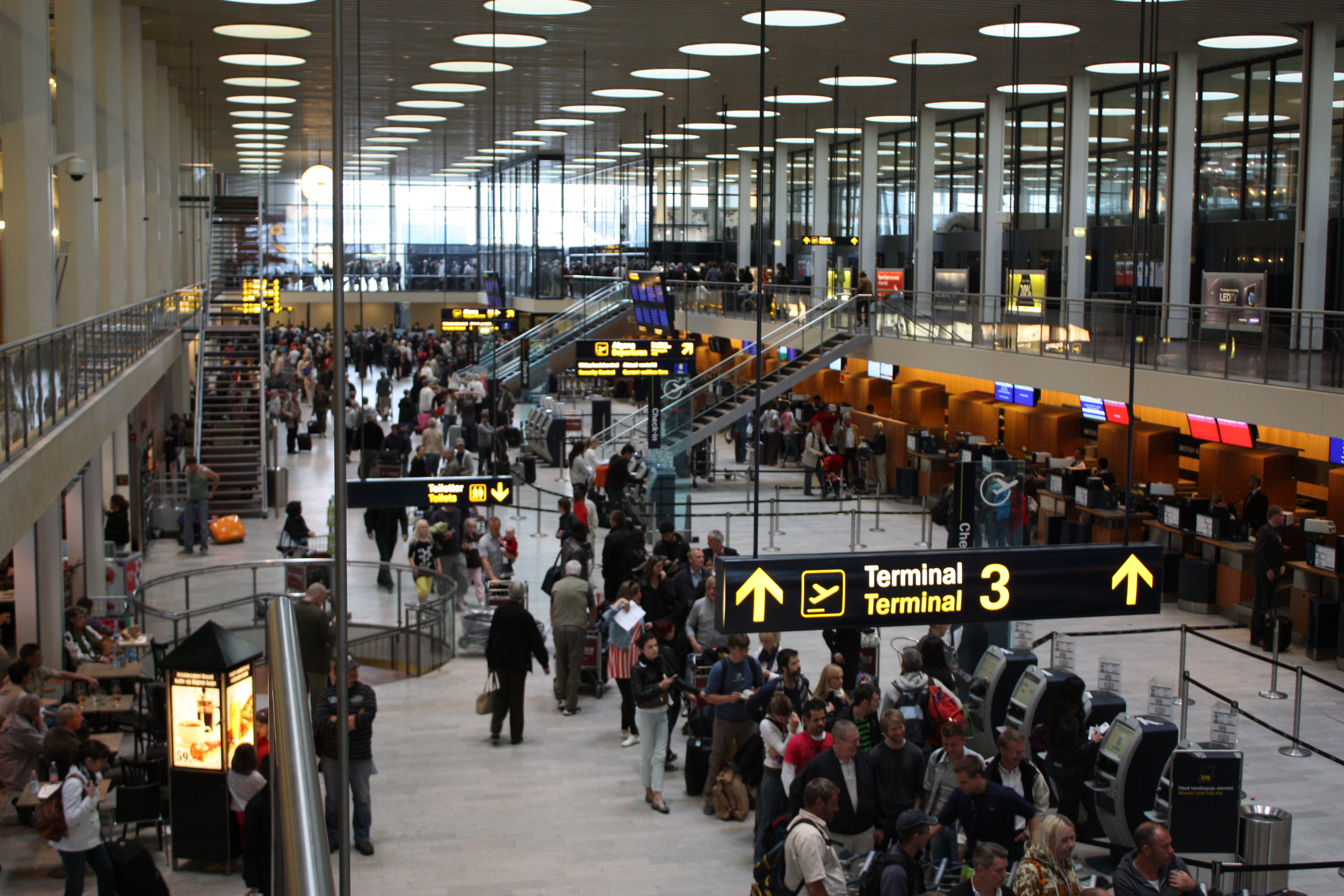
Insidan av Köpenhamns flygplats terminal.

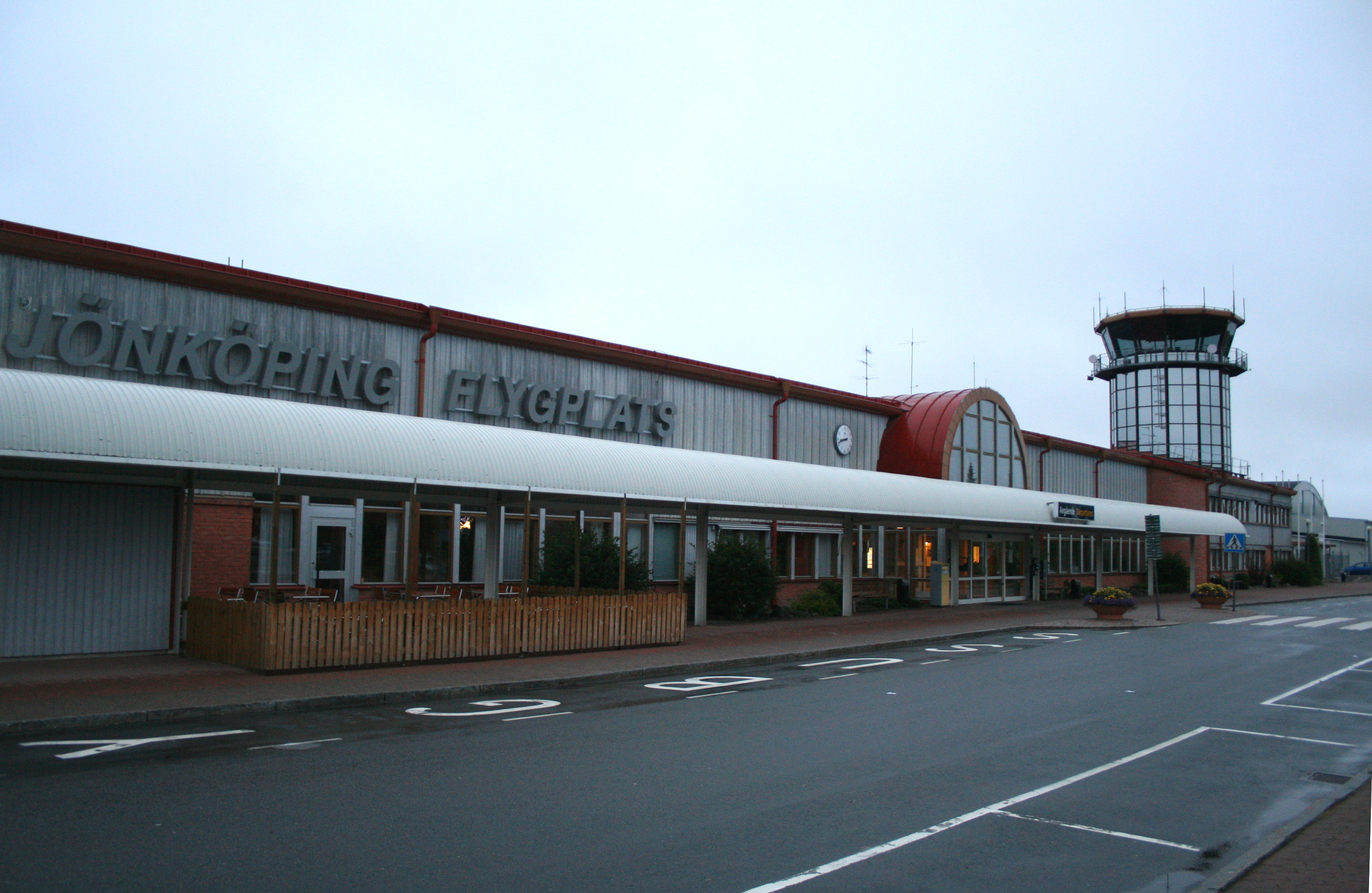
Jönköping Airport terminal

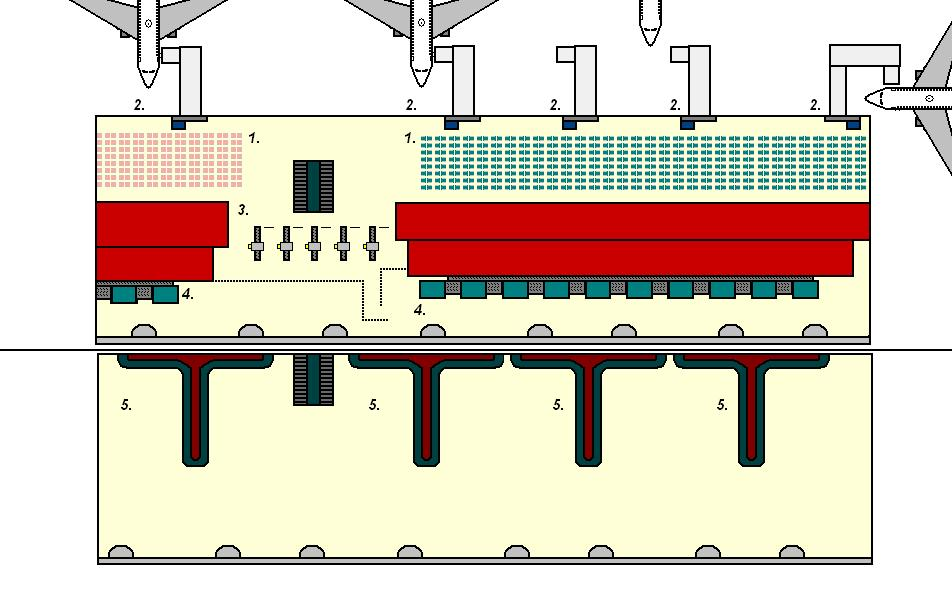
En typisk utformning för en flygplatsterminal

En flygplatsterminal är en byggnad vid en flygplats som utgör huvudbyggnaden för passagerare.

## Byggnadens delar
Terminalen innehåller incheckningshall, avgångshall, ankomshall, bagagehall och gater. I incheckningshallen finns incheckningsdiskar och incheckningsautomater där passagerare checkar in. I avgångshallen finns säkerhetskontrollen där passagerare och handbagage undersöks, lounger, butiker och restauranger. Från terminalen kan passagerarna ta sig till flygplanen via en gångbrygga från terminalen, via buss eller gå ut till planet. 
Vi ankomst kommer passagerarna först till en eventuell passkontroll, sedan kommer till bagagehallen, sedan eventuell tull och sist kommer till ankomsthallen som ibland sitter ihop med incheckningshallen. I ankomsthallen finns på vissa flygplaster, biluthyrning, järnvägsstation m.m.